# Pnau
Pnau is een Australische band uit Sydney, die werd opgericht in 1999. De band bestaat uit drie leden en speelt elektronische dansmuziek.

## Geschiedenis
Pnau bestond aanvankelijk als een duo, waarbij in 2016 Sam Littlemore bij de band kwam als muziekproducent. Hun debuutalbum Sambanova was direct een succes en viel in de prijzen. Er werd diverse keren samengewerkt met Elton John, die Pnau op zijn muzieklabel tekende.
Naast zijn werk voor Pnau is Nick Littlemore ook bandlid van Empire of the Sun, waarmee hij diverse hits heeft gescoord.
De band bracht als trio hun single "Chameleon" uit, een nummer van het album Changa.
In augustus 2021 produceert Pnau de remix Cold Heart uitgevoerd door Elton John en Dua Lipa. Een kleine twee jaar later scoort de band een hit met The Hard Way, een samenwerking met Khalid.

## Bandleden
- Nick Littlemore - productie, vocalen
- Peter Mayes - productie, gitaar
- Sam Littlemore - productie (2016-heden)

## Discografie

### Studioalbums
- Sambanova (1999)
- Again (2003)
- Pnau (2007)
- Soft Universe (2011)
- Good Morning to the Night (2012)
- Changa (2017)

### Extended plays
- Need Your Lovin' Baby (2001)
- Enuffs Enuff (2005)
- Wild Strawberries EP (2007)

## Prijzen en nominaties
- In 2000 won de band een ARIA Music Award voor 'Beste Dancenummer'[1]
- In 2012 ontvingen ze de GQ "Men of the Year"-prijs voor 'Band van het jaar'